# Xã Lone Star, Quận Rush, Kansas
Xã Lone Star (tiếng Anh: Lone Star Township) là một xã thuộc quận Rush, tiểu bang Kansas, Hoa Kỳ. Năm 2010, dân số của xã này là 321 người.